# كلاي كيربي
كلاي كيربي (بالإنجليزية: Clay Kirby)‏ هو لاعب كرة قاعدة أمريكي، ولد في 25 يونيو 1948 في واشنطن العاصمة في الولايات المتحدة، وتوفي في 11 أكتوبر 1991 في مقاطعة أرلنغتون في الولايات المتحدة.

## وصلات خارجية
- كلاي كيربي على موقع دوري كرة القاعدة الرئيسي (الإنجليزية)
- كلاي كيربي على موقعبيزبول رفرنس.كوم (الدوري الرئيسي) (الإنجليزية)
- كلاي كيربي على موقعبيزبول رفرنس.كوم (الدوري الثانوي) (الإنجليزية)
- كلاي كيربي على موقع جمعية أبحاث البيسبول الأمريكية (الإنجليزية)
- كلاي كيربي على موقع مشجعي الرسوم البيانية (الإنجليزية)